# Philippe Hurteau
 (avril 2025).
La mise en forme du texte ne suit pas les recommandations de Wikipédia : il faut le « wikifier ».
Les points d'amélioration suivants sont les cas les plus fréquents. Le détail des points à revoir est peut-être précisé sur la page de discussion.
- Les titres sont pré-formatés par le logiciel. Ils ne sont ni en capitales, ni en gras.
- Le texte ne doit pas être écrit en capitales (les noms de famille non plus), ni en gras, ni en italique, ni en « petit »…
- Le gras n'est utilisé que pour surligner le titre de l'article dans l'introduction, une seule fois.
- L'italique est rarement utilisé : mots en langue étrangère, titres d'œuvres, noms de bateaux, etc.
- Les citations ne sont pas en italique mais en corps de texte normal. Elles sont entourées par des guillemets français : « et ».
- Les listes à puces sont à éviter, des paragraphes rédigés étant largement préférés. Les tableaux sont à réserver à la présentation de données structurées (résultats, etc.).
- Les appels de note de bas de page (petits chiffres en exposant, introduits par l'outil «  Source ») sont à placer entre la fin de phrase et le point final[comme ça].
- Les liens internes (vers d'autres articles de Wikipédia) sont à choisir avec parcimonie. Créez des liens vers des articles approfondissant le sujet. Les termes génériques sans rapport avec le sujet sont à éviter, ainsi que les répétitions de liens vers un même terme.
- Les liens externes sont à placer uniquement dans une section « Liens externes », à la fin de l'article. Ces liens sont à choisir avec parcimonie suivant les règles définies. Si un lien sert de source à l'article, son insertion dans le texte est à faire par les notes de bas de page.
- La présentation des références doit suivre les conventions bibliographiques. Il est recommandé d'utiliser les modèles {{Ouvrage}}, {{Chapitre}}, {{Article}}, {{Lien web}} et/ou {{Bibliographie}}. Le mode d'édition visuel peut mettre en forme automatiquement les références.
- Insérer une infobox (cadre d'informations à droite) n'est pas obligatoire pour parachever la mise en page.

Pour une aide détaillée, merci de consulter Aide:Wikification.
Si vous pensez que ces points ont été résolus, vous pouvez retirer ce bandeau et améliorer la mise en forme d'un autre article.
Pour les articles homonymes, voir Hurteau.
Philippe Hurteau, né aux Sables-d'Olonne le 5 novembre 1959, est un artiste peintre contemporain qui produit aussi des images numériques, des installations picturales et des textes. Depuis 1995, il a confronté sa peinture à la question de l’écran, puis au phénomène Internet.
Le projet Antacom, une installation de 82 peintures initiée en 2008, reprend la structure de Les Désastres de la guerre de Goya pour questionner l'espace psychique du sujet contemporain face à la civilisation de l'information.

## Biographie
Après des études d’architecture à Nantes et d’histoire de l’art à l'École du Louvre, Philippe Hurteau commence une activité de concepteur rédacteur en publicité. Il reprend la peinture à Paris, puis expose en 1986 aux Ateliers 86 du Musée d’Art Moderne de Paris, sélectionné par Rudi Fuchs. En 1987, il participe à la Biennale de San-Paolo au Brésil (commissariat Gérard Guyot), puis séjourne deux années à Rome à la Villa Médicis, en tant que pensionnaire en 1988 et 1989. En 1993, il séjourne à New-York (dans le cadre du programme Villa Medicis Hors les murs), et y produit une série de monotypes.
En 1996, l’exposition Télévision à la galerie Zürcher marque un tournant dans son travail,. À partir de ce moment, les images dont il s’inspire sont issues de la télévision ou d’Internet. Il exposera en 2000 (exposition 8,75 %, galerie Zürcher) des tirages numériques d’images ready-made de la chaine cryptée Canal+.
Ses peintures sont montrées à Rome, Séoul, Palerme, Londres, Bruxelles, Taipei, Chicago, Buenos-Aires, Lima, Los Angeles, Shanghai. En France, Il participe à des expositions collectives à Angers, Bordeaux, Tanlay, Meymac ou à l’Espace Paul Ricard à Paris (2005). En 1998, le musée Sainte-Croix des Sables-d'Olonne (MASC) organise sa première exposition personnelle dans une institution, (Personne, commissariat Benoît Decron, 1998). Il est à l’origine, avec Philippe Cognée, du projet Visiotime, un forum internet sur la peinture (2002). En 2003 il séjourne et travaille une année à Los Angeles (exposition L.A. Cams, Raid Projects, 2003). 
Ses œuvres ont été exposées par les galeries Cartwright (Paris), Marie-Hélène Montenay (Paris), Kontainer (Los Angeles). La galerie Zürcher (Paris), lui a organisé six expositions personnelles entre 1995 et 2007.
En 2008, Philippe Hurteau entreprend le projet Antacom, qui a été montré pour la première fois au château d'Oiron pendant l’été 2010 (commissariat Paul-Hervé Parsy).
Il commence à rédiger en 2013 un essai "in progress" intitulé La peinture à l'âge de l'écran, notes.
Philippe Hurteau a enseigné dans les écoles d'arts suivantes : ERBA-Nantes, École Camondo (Paris), ERG (Bruxelles), ESBA TALM (Angers).

## Œuvres
Le travail de Philippe Hurteau, apparu à la fin des années 1980, affirme d'emblée la pérennité de la peinture - dans un contexte où elle est remise en cause - et une réflexion sur les questions de l’image et du regard. Une première période, mise au point pendant son séjour à Rome met en scène une sorte de dramatisation de l’image, dans une figuration paradoxalement vidée de contenu. Dans un article de la revue Art-press sur la biennale de San Paolo, Catherine Millet évoque alors une « abstraction illusionniste ».
Philippe Hurteau a souligné avoir ressenti à ce moment « un sentiment postmoderne ». « Je ne me reconnaissais ni dans les néo modernistes dont la radicalité me semblait finalement académique, ni dans des nostalgiques pré-modernes qui me semblaient réactionnaires. Il fallait donc se heurter à deux académismes et j’avoue qu’aujourd’hui encore j’éprouve ce sentiment face au milieu de la peinture française » .
La série Télévision, 1995, marque une rupture en introduisant les images triviales de la télévision, le cadre de l’écran étant alors assimilé au cadre du tableau (Télévision, 1996, collection FRAC Ile-de-France). « Je voulais confronter ma peinture aux images les plus triviales. Celles qui sont si célèbres qu’on ne les voit plus et que j’appelle des « images aveugles ». Je voulais regarder les écrans parce que les écrans nous regardent. C’est bien par eux que nous arrive le monde dans lequel nous vivons. Je voulais poser la question de la peinture face à l’écran. Aujourd’hui, toute image n’est-elle pas d’abord une image issue des écrans ?». À propos de ce rapprochement novateur entre le tableau et les écrans, la philosophe Stéphanie Katz parle de « peintre de l’écran ».
En 1999, les premières saisies d’écrans cryptés de Canal+, des tirages numériques présentés comme des peintures, montrent des figures issues de films pornographiques qui semblent anticiper les expériences numériques du glitch art. Ces tableaux conduisent à ceux de la série XTZ (pour extase), dont les figures sont coupées par des « bugs » d’inspiration numérique.
De la même période datent les premiers tableaux de la série Abscreen (Abscreen#1, 1997), qui se poursuit jusqu’à une période très récente. Cette série mêle des éléments visuels des systèmes informatiques (les «fenêtres», les bandeaux, les onglets…) et des citations de la peinture abstraite expressionniste ou "Hard edge", restituées avec un statut d’images.
La figure est la question centrale de la série Studio (2004), une figure évoluant dans un espace construit par des images comme dans Visiotime 2, 2004 ou Studio 1, 2005, qui reprend l’espace des Ménines de Vélasquez transformé en studio. L’artiste parle alors de « délocalisation de la figure » À propos des écrans peints de Philippe Hurteau, le critique Paul Ardenne évoque des "images spectrales »,

## Antacom
Initié en 2008, Antacom est un cycle de 82 peintures de même format 16/9 peintes en camaïeu de violet. Ce polyptyque en cours, que son auteur considère comme un « livre », prend comme modèle les Désastres de la guerre de Francisco de Goya, recueil de 82 planches. C’est une œuvre « in progress », qui peut être montrée partiellement. Chaque tableau est mis en relation avec un des 82 « Logs », des mots-valises forgés par l’auteur. Pour chaque exposition, un commissaire définit l’ordre des tableaux et tire au sort les « stations » (la rencontre aléatoire d’un tableau et d’un Log inscrit sur le mur à 30 cm du sol). Le Protocole d’Antacom précise : « Les images d’Antacom sont les fantômes mentaux d’images multiples. Antacom oppose image et entre-image et non pas «figuration» et «abstraction». Antacom n’est pas anti “com”. Il creuse un lieu vacant, un trou virtuel, (...) pour fonder un imaginaire et donner un cadre au divers. Son propos est ontologique et politique. Son sujet est le Sujet cherchant à se saisir ».

## Technique
Toutes les peintures de Philippe Hurteau sont peintes à l’huile, ou plus récemment à l’huile et Alkydes. Le plus souvent sur toile, mais aussi sur des feuilles de PVC, miroir acrylique, ou panneau composite aluminium.

## Expositions

### Expositions collectives
- Ateliers 1986 (commissaire Rudi Fuchs), Arc, Musée d’art moderne de Paris, 1986
- XIXe biennale de Sao Paulo, sélection française, Sao Paulo (commissaire Gérard Guyot), 1987
- Trait d’union (Dessi, Gallo, Hurteau, Mazuy, Pizzi-Canella), Villa Medicis, Rome 1988
- 7èmes Ateliers internationaux des pays de Loire, Clisson (commissaire Jean-François Taddei), 1990
- European community young painters exhibition , Seoul art center, Seoul, 1993* Traverses , Palerme, Florence (commissaire Jany Bourdais), 1994
- Ici tout est réel, (tout est étrange), (commissaire F-A Blain), Paris 1998
- Un écran, le tableau, Parc Saint-Léger, Pougues-les-Eaux, 1999
- Devenirs, œuvres du FRAC Ile-de-France, Passage de Retz, 1999
- Qui est là ?, Abbaye du Ronceray, Angers, 2001
- Quotidien aidé (les locataires), (commissaire F. Lamy), École des Beaux-arts, Tours, 2001
- Le portrait s'envisage…, Centre d'art deTanlay, (Commissaire : J. Py), 2002
- Parti pris, CAPC Musée d'art contemporain, Bordeaux, été 2002
- Visiotime 1 (Philippe Cognée, Philippe Hurteau), Cesson-Sévigné, novembre 2002
- + ou – 5,10,15,20, Le Plateau, Paris (commissaires B. Goy, E. Corne), 2003
- Du corps à l’image, (commissaire B. Goy), Fondation Guerlain, Les Mesnuls, 2004
- Projet Cône Sud, Lima, Buenos aires, Santiago de Chili, Montevideo, octobre 2004 - juin 2005
- Corps-Écran, Espace Paul Ricard, Paris 2005
- Et le canard était toujours vivant, Abbaye St André, Meymac, 2005
- Visiotime 2, Paris 2006
- Taille Humaine, (commissaire Ch. Gattinoni), Orangerie du Sénat, Paris 2006
- Télémétries, (commissaire F. Dumond), Galerie Villa des Tourelles, Nanterre 2007
- Écran total, Galeries du Cloître, École des Beaux-arts, Rennes 2007
- Come over to my house to see my album, (commissaire Philippe Terrier-Herman), Maison Grégoire (observatoire), Bruxelles 2007
- Cent, Galerie Defrost, Paris 2008
- La rose pourpre du Caire, Bande annonce, (commissariat J.C. Vergne), Musée d'Aurilla, 2009
- Les ruines du futur (commissaire P.H. Parsy), Château d'Oiron, Oiron, 2010
- E-scape, extraits, projection Ce monde est étrange cinéma Accatone, 22/11/2011
- Sur la route de l’art, acquisitions fondation Colas, École nationale des Beaux-arts de Paris, 2012
- Traversées, Musée de l’abbaye Sainte-Croix, Les Sables d’Olonne 2013
- Beylermont Summa Artis 2, Siège de la Commission Européenne, Bruxelles (prêt du FNAC), 2014

### Expositions personnelles
- D’un Album incertain, Galerie « Au fond de la cour », Gabrielle Maubry, (commissaires : J. De Loisy et Jérôme Sans), 1981
- Galerie Charles Cartwright, Paris, 1986
- Galerie Charles Cartwright, Paris, 1989
- Galerie Montenay, Paris, 1992
- Optique, Centre Culturel Français, Palerme
- Ce que je fais, Aldébaran, Baillargues, 1993
- La société des âmes, Galerie Zürcher, Paris, 1995
- Télévision, Galerie Zürcher, Paris, 1996
- Écrans & Spectateurs, Carré des Arts, Paris 1996
- Visuel(s), Galerie Zürcher, Paris 1998
- Personne, (commissariat Benoît Decron), musée de l’Abbaye Sainte Croix, Les Sables d’Olonne 1998
- 8,75%, Galerie Zürcher, Paris 2000
- XTZ, Galerie Zürcher, Paris, 2002
- L.A cams, Raid projects (commissariat Max Presneill), Los Angeles, CA, 2003
- Taipei Cams, Taipei-artist-village, Taïwan 2003
- Studio, Galerie Zürcher, Paris 2005
- Abscreen, (Standard & Pauvre), Galerie RDV, Nantes 2012
- Antacom#2, Espace Valles, Grenoble, 2013
- Shi, Bazaar compatible program, Shanghai, Chine, 2015
- Populator, Box 202 (commissariat Stéphanie Katz), Paris, mai 2017

## Collections publiques
- FRAC Auvergne (2001, 2009)
- Musée des Sables-d'Olonne (1999)
- Fonds national d'art contemporain (FNAC) (1989, 1992, 1996)
- FRAC Île-de-France (1998-2000)
- FRAC Aquitaine (1991)
- FRAC Basse-Normandie (1992)
- Collection de la ville de Paris (1993)
- Collection Paul Dini, Lyon